# Maurizio Ciampi
Maurizio Ciampi (Reggio Calabria, 24 novembre 1964) è un organista e direttore d'orchestra italiano.

## Biografia
Ha studiato pianoforte con Alexander Hinceff, organo con Fernando Germani, direzione d'orchestra con Gabriele Bellini composizione con Aldo Clementi diplomandosi con il massimo dei voti, e successivamente, dal 1984 al 1897 si è perfezionato presso l'Universität Mozarteum di Salisburgo. Ha inoltre studiato presso l'Università di Catania e l'Università di Bologna, laureandosi in Storia contemporanea con il massimo dei voti, la lode e la dignità di pubblicazione.
Nel 1990 è stato nominato dalla Delegazione Vaticana organista titolare del Santuario della Beata Vergine del Rosario di Pompei. In quel periodo, Maurizio Ciampi ha iniziato la sua carriera musicale come pianista ed organista, distinguendosi in una significativa attività solistica. La sua registrazione degli Etudes di J. Demessieux gli ha valso la reputazione di grande virtuoso da parte della critica internazionale. Dal 1990 al 1999 è stato direttore artistico del Festival Internazionale di Pompei.
Contemporaneamente si dedica alla direzione d'orchestra. Dal 1995 ha lavorato ininterrottamente come assistente di Gabriele Bellini fino alla scomparsa del maestro, approfondendo soprattutto il repertorio operistico.
Tra i punti salienti dei progetti e dell'attività artistica e di ricerca di Maurizio Ciampi sono stati la scoperta, il recupero e la registrazione discografica di numerose opere del repertorio del XVIII e XIX secolo. In particolare, si è dedicato al repertorio di opere perdute e rare di Vincenzo Bellini, restituendole, in prima mondiale, all'ascolto discografico.
Dal 2000 al 2005, è stato direttore artistico e musicale dell'Orchestra della Provincia Regionale di Catania presentando in prima mondiale ed in occasione dell'ultimo concerto dell'Orchestra, proprio l'esecuzione della messa in sol maggiore e in re maggiore di Vincenzo Bellini.
Successivamente viene nominato direttore della “Belcanto Symphony Orchestra”, con la quale registra diversi compact disc. Dal 2010 al 2015, Maurizio Ciampi è direttore dell'opera italiana presso il Teatro Bol'šoj di Opera e Balletto "Alisher Navoï" di Tashkent.
Presso il Conservatorio Santa Cecilia di Roma è docente titolare del Biennio superiore di “direzione del repertorio vocale e sacro” ed all'interno dello stesso corso insegna anche storia e prassi della direzione e filologia musicale. Dal 2016 è professore ospite presso il Conservatorio Centrale di Pechino. Tra gli altri incarichi si ricordano: nel 2001 membro della fondazione Bellini, nel 2005, nomina del Ministro dell'Università e della Ricerca Scientifica, a presidente della Commissione Nazionale per il reclutamento del corpo docente presso i conservatori di musica statali. Dal 2008 fino al 2016 direttore dell'Istituto musicale di Caltagirone, docente presso l'Università degli Studi di Catania nel 2011, direttore artistico del festival internazionale Bellini Eventi dal 2013 al 2016 e dal 2014 al 2017 Direttore dell'accademia di alto perfezionamento "Athenaeum" di Londra.

## Discografia
- 1995 Jeanne Demessieux, Six Etudes - Sept Meditations sur le Saint Esprit, Stradivarius (World Première Recording)
- 1996 Musica Sacra al Santuario di Pompei (Inediti), ESP
- 1997 Fedele Fenaroli, Composizioni, Nuova Era (World Première Recording)
- 1998 Nicolò Jommelli, Composizioni, Nuova Era (World Première Recording)
- 1999 Vincenzo Bellini, Composizioni, PRC (World Première Recording)
- 2001 Rossini Opera Concert, International Belcanto Orchestra (con Gabriele Bellini), Arts
- 2003 Vincenzo Bellini, Composizioni, Membran (World Première Recording)
- 2005 Johann Sebastian Bach, Variazioni Goldberg, Tonos-International e poi Athenaeum - London
- 2006 Dmitrij Šostakovič, Sinfonia n. 5 Opus 47, Belcanto Symphony Orchestra, Athenaeum - London
- 2011 Luigi Sturzo, Composizioni, Belcanto Symphony Orchestra, PRC (World Première Recording)
- 2015 Dupuy & Buchner, Romantic flute concerto, Brillant Classic (World Première Recording)
- 2019 Vincenzo Bellini, Adelson e Salvini; Urania Records (World Première Recording)